# کوزلیچیچ
کوزلیچیچ (به صربی: Kozličić) یک منطقهٔ مسکونی در صربستان است که در والیفو واقع شده‌است. کوزلیچیچ ۲۳۷ نفر جمعیت دارد.